# みんなのえいが
みんなのえいがとは、TBSテレビ（関東ローカル）で2010年4月12日未明より月1回または2回放送されていた映画情報番組。2018年3月12日未明に最終回を迎えた。
本項では、この前身として2010年1月14日未明から3月25日未明まで同局で放送されていたエンターテインメント情報番組『エンタメ!』についても扱う。

## 概要と歴史
2010年1月から、それまで水曜深夜（木曜未明）に放送されていた『CBSドキュメント』が、第1・第3週の月2回のみの放送に縮小された。これによって空いた第2・第4週に新設されたのが『エンタメ!』である。
『エンタメ!』は第2週と第4週で内容が異なり、55分番組として放送される第2水曜日はSHELLYをメイン出演者として、主にコンサートや舞台演劇の情報を中心に扱っていた。25分番組として放送される第4水曜日は『みんなのえいが』と題し、TBSアナウンサーの竹内香苗（放送当時）と杉山真也を進行役として、TBSが制作に関与している作品を中心に公開前の映画の最新情報を扱っていた（第2水曜日の放送回に『みんなのえいが』が内包されたパターンもあった）。
『CBSドキュメント』の終了に合わせ『エンタメ!』もわずか3ヶ月で終了したが、『みんなのえいが』は独立番組として日曜深夜（月曜未明）に移転。同時にSHELLY司会の第2週版も『スーパーステージ』という独立番組としてリニューアルされ（当初『みんなのえいが』に続けて放送）、事実上『エンタメ!』は2つの番組に分割された。
これは日曜深夜（月曜未明）に放送されていたTBSグループの広報番組枠（『にうすざんす』→『ツボ娘』）との事実上の放送枠交換ともいえる。『エンタメ!』時代同様に月1回の放送であるが、第5日曜日まである月は2回の放送となる。
竹内・杉山は独立番組化してからも続投していたが、2010年10月の放送から竹内から後輩の佐藤渚に交代。2017年4月の放送から、退社が決まった佐藤に代わり伊東楓、日比麻音子の2人が新たに出演する。
2018年3月12日未明（11日深夜）の放送をもって、8年間の放送に幕を下ろした。
一方、『スーパーステージ』については2015年4月に司会者がSHELLYからホラン千秋に交代したのち、同じ2018年3月12日未明（11日深夜）の『みんなのえいが』の前に最終回が放送された。

## 放送時間
いずれもJST。

### エンタメ!
- 2010年1月14日 - 3月25日
- 第2木曜日（水曜深夜） 1:29 - 2:24
- 第4木曜日（水曜深夜） 1:59 - 2:24

### みんなのえいが（独立番組化以降）
- 2010年4月12日 - 2018年3月12日
- 第2月曜日（日曜深夜） 1:25 - 1:55（第5日曜日まである月には、第4日曜日（月曜未明）の同時間帯にも放送）
- 放送日時は流動的であり、上記の時間で放送されることは少ない。なお、最終回は2018年3月12日（11日深夜）3:15 - 3:45に放送された
- なお、第1・第3日曜には同時間帯に『JNNドキュメンタリー ザ・フォーカス』が、最終日曜には同時間帯に『別冊アサ秘ジャーナル』が放送される。
- 2010年6月はFIFAワールドカップに伴う特別編成により一度も放送されない見込みである（6月27日に決勝トーナメントの中継がある関係で『S☆1』の放送が1時台の放送となる都合上、本来この日に放送されるべき『別冊アサ秘ジャーナル』が13日（14日未明）に繰り上がるため）。
- 2010年7月は、7月9日（10日未明）の2:40からの放送となる。これは本来放送されるべき7月11日（12日未明）が第22回参議院議員通常選挙投票日にあたり、当該時間帯に選挙特別番組が放送されることに伴う措置である。

## MC
いずれもTBSアナウンサー（出演時点）
- 杉山真也（全期間）※『エンタメ!』を含め
- 竹内香苗（2010年1月 - 9月）※『エンタメ!』を含め
- 佐藤渚（2010年10月 - 2017年3月）
- 伊東楓（2017年4月 - 2018年3月）
- 日比麻音子（2017年4月 - 2018年3月）

## 番組スタッフ
- 協力：東通、アックス、TLC
- 制作協力：TIX'ﾖ
- 製作著作：TBS